# CYS1
CYS1 (англ. Cystin 1) – білок, який кодується однойменним геном, розташованим у людей на 2-й хромосомі. Довжина поліпептидного ланцюга білка становить 158 амінокислот, а молекулярна маса — 16 393.
| 10         |  | 20         |  | 30         |  | 40         |  | 50         |
| ---------- |  | ---------- |  | ---------- |  | ---------- |  | ---------- |
| MGSGSSRSSR |  | TLRRRRSPES |  | LPAGPGAAAL |  | EGGTRRRVPV |  | AAAEVPGAAA |
| EEAPGRDPSP |  | VAPPDGRDET |  | LRLLDELLAE |  | SAAWGPPEPA |  | PRRPARLRPT |
| AVAGSAVCAE |  | QSTEGHPGSG |  | NVSEAPGSGR |  | KKPERPAAIS |  | YDHSEEGLMA |
| SIEREYCR   |  |            |  |            |  |            |  |            |

A: Аланін

C: Цистеїн

D: Аспарагінова кислота

E: Глутамінова кислота

G: Гліцин

H: Гістидин

I: Ізолейцин

K: Лізин

L: Лейцин

M: Метіонін

N: Аспарагін

P: Пролін

Q: Глутамін

R: Аргінін

S: Серин

T: Треонін

V: Валін

W: Триптофан

Локалізований у клітинній мембрані, цитоплазмі, цитоскелеті, мембрані, клітинних відростках, війках.